# Perspektywa barwna

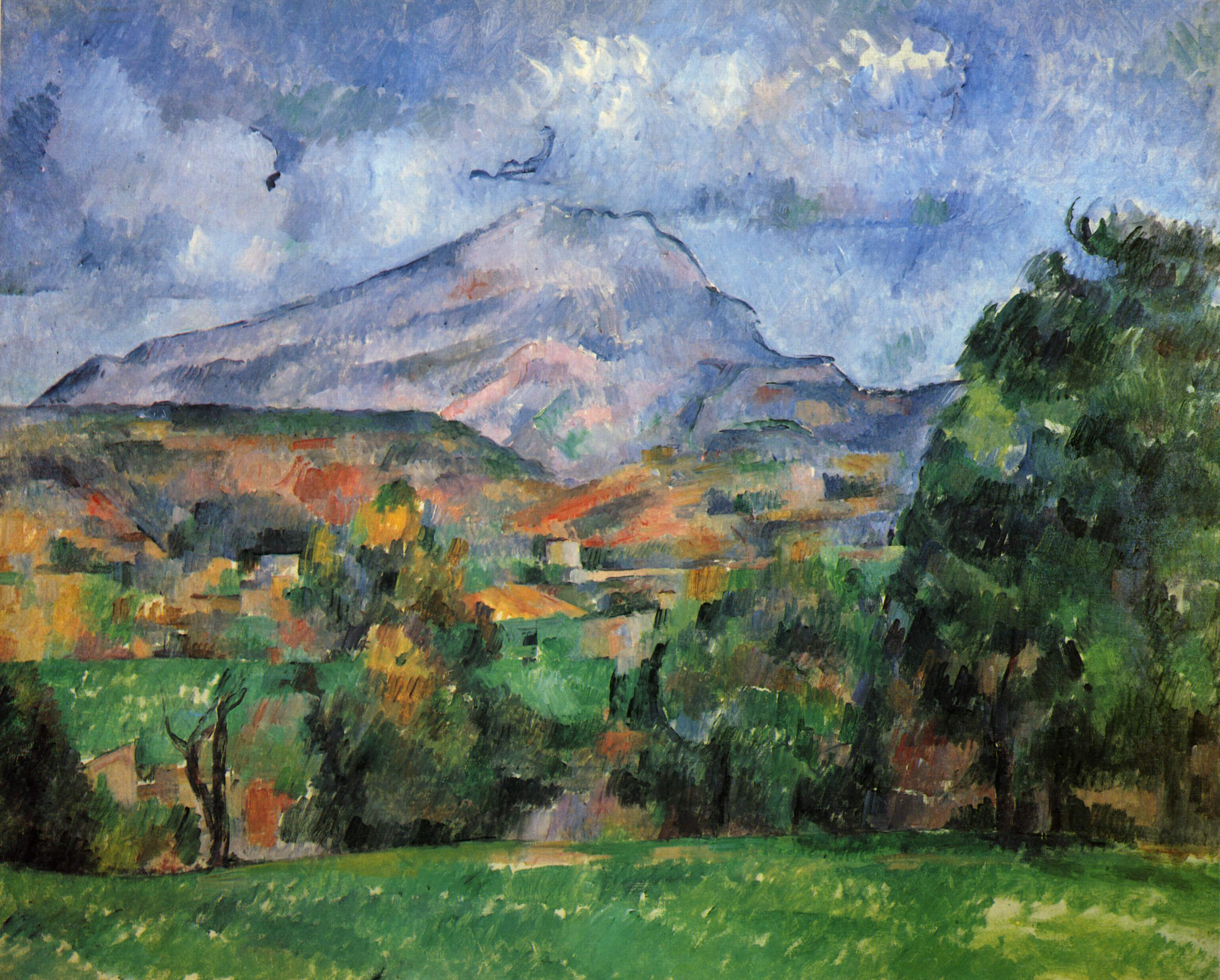
Obraz Paula Cézanne wykorzystujący zasady perspektywy barwnej.

Perspektywa barwna (malarska) — sposób oddania przestrzeni na płaszczyźnie poprzez wykorzystanie właściwości barw. 
Perspektywa ta wykorzystuje zjawisko optyczne, które polega na złudzeniu, że pewne kolory zdają się być bliżej lub dalej od obserwatora, choć w rzeczywistości są tak samo oddalone. Kolory zimne wydają się oddalać, a ciepłe zbliżać.